# 泳虾
泳虾，又稱為泳蝦蟲、內克蝦，是一种为人所熟知的，长相类似乌贼的动物，其亲缘关系存在争议，不过现在认为是一种毛颚动物即箭虫类。出现于寒武纪。最初的化石是在加拿大伯吉斯页岩中发现的。其他该属的近缘种化石产自于澳大利亚的鸸鹋湾页岩，以及中国的澄江生物群。
泳虾是一种自由游动的生物，可能是掠食性或者食腐。这种游泳生活方式反映在它的拉丁学名中：它的属名Nectocaris的意思是“游泳的虾”——它的属名来自于古希腊语 (nekton)“游泳者”和 (karis)“虾”；而种加词表示“翅膀”。目前发现的泳虾有两种类型：一种是小型个体，大约25mm长；一种是大型个体，其解剖结构大致相同，但长度约为小型个体的四倍。
泳虾类动物在动物演化树上的位置存在争议。一些学者认为它们代表了已知最早的头足类动物。然而，它们的形态与已证实的早期头足类动物有很大不同，因此到现在为止大多数学者拒绝承认它们与头足类动物甚至更广泛的软体动物的亲缘关系。它们与双侧对称动物以外的任何动物群体的亲缘关系尚不确定，尽管有人认为它们是冠轮动物的成员。不过，最近对于格陵兰岛的毛颚动物惧怪虫（Timorebestia koprii）的研究或许暗示了泳虾实际上是一种毛颚动物。
与泳虾关系紧密的奥陶纪类群Nectocotis是泳虾类的第二个属，它们与泳虾非常相似，但被认为具有内部骨骼。

## 解剖学
泳虾的身体扁平，呈现风筝状。它的身体两侧都有肉质的鳍状结构 。头部较小，上有两只有柄的眼睛，一对触手，以及一个向身体下方开口的灵活的漏斗状结构。漏斗在远离头部的地方通常会变宽。有人认为漏斗表示了一个能够从里到外翻转的咽部结构。在泳虾的身体内部有一个沿着身体轴线延伸的长空腔，被解释为消化道。身体内有一对鳃，包括从锯齿形轴伸出的叶片。轴向体腔被肌肉包围，化石上表示为深色部分。鳍上也有深色部分，上面叠加着细小的辐条——这些条辐条通常以一种类似于浮雕的形式出现在化石表面。

## 多样性
尽管泳虾在加拿大、中国和澳大利亚都有发现，但是泳虾在它们生活的两千万年内并没有发现很大的物种多样性——除尺寸外，所有标本在解剖学上看来，都非常相似。历史上，不同地区的泳虾类群已被建立了三个属，但这些所谓的“属”——Petalilium latus和Vetustovermis planus——很可能与具翼泳虾Nectocaris pteryx是同一物种。泳虾的标本似乎有两个无连续性的类型，一种较大（〜10公分长），一种较小（~3公分长）。这些事实或许代表了泳虾具有性异形 。

## 生态学

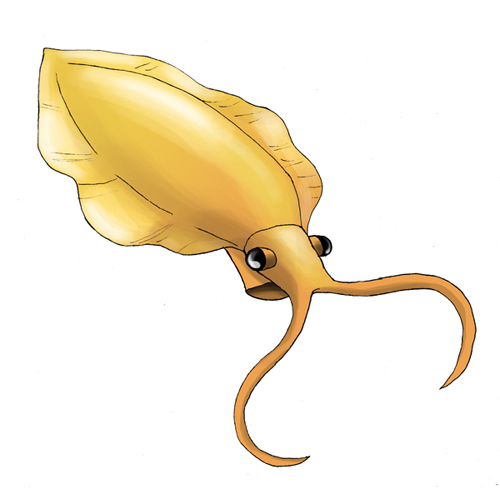
泳虾的复原图

泳虾类的漏斗结构具有较为奇特形状，导致其有时被解释为可翻转的吻部。Martin R Smith和Jean-Bernard Caron认为它可能用于喷射前进  ，不过这已受到其他学者的质疑 。泳虾的眼睛可能与现代鹦鹉螺（如果它们没有晶状体）或乌贼（如果没有晶状体）具有相似的视力。它们被认为是具有软躯体的自游生物，它们要么是食腐动物，要么掠食性动物——利用触手操纵食物。

## 分类地位
泳虾的分类地位是有争议的。马丁·R·史密斯 (Martin R Smith) 和让·伯纳德·卡隆 (Jean-Bernard Caron) 认为，泳虾是早期头足动物的代表。在 2010 年《Nature》杂志上发表的一篇文章中，他们提出现代头足类动物和泳虾类的祖先可能缺乏矿化的贝壳。之后，史密斯又在2013年提出：泳虾类可能失去了矿化贝壳并演化出了与现代蛸类趋同的形态 。然而，其他一些学者认为，泳虾类的形态与已知的头足类软体动物相反，它们不能被容纳在这些群体中，仅仅能被确认为两侧对称动物的成员。2024年来自Tae-Yoon S. Park et al.的研究描述了一种全新的毛颚动物惧怪虫，这种动物与泳虾的形态极为类似，也具有两侧的翼状鳍和一对触手。因此，泳虾神秘的面纱正在逐渐被揭开——它们很可能是一类毛颚动物，或者说“箭虫类”。

## 研究历史

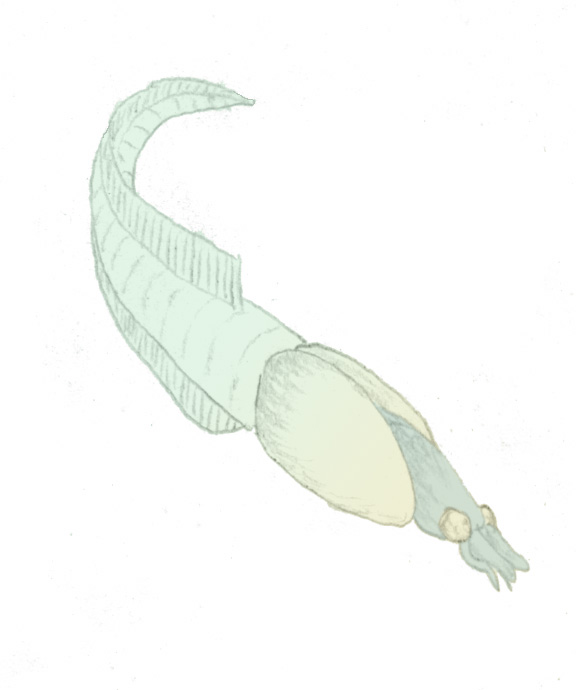
基于单个未完全保存的侧面标本的原始（且过时）复原。该复原的作者根据当时可用的材料，认为泳虾Nectocaris具有节肢动物和类似脊索动物的特征。

泳虾有着悠久而复杂的研究历史。布尔吉斯页岩的发现者Charles Doolittle Walcott拍摄了他在1910年左右收集的一件标本，但他并没有对其进行进一步的研究。因此，直到1976年，Simon Conway Morris才正式研究并描述了泳虾 。
由于该属最初研究的标本并不完整，并且没有压纹化石供参考，康威·莫里斯无法推断出它与其他生物的亲缘关系。它有一些特征，会让人想起节肢动物，但它的鳍与节肢动物的有很大的差别，这表明这些特征很可能是趋同演化的结果。
之后，意大利古生物学家Alberto Simonetta根据照片将泳虾归类为一种脊索动物。他主要关注了尾部和鳍的形态，将Conway Morris所说的的“肠道”解释为脊索——这是仅有脊索动物具有的特征。
2010年，Martin Smith和Jean-Bernard Caron描述了泳虾的其他91件标本，其中许多比正模标本保存得更好。这些保存良好的标本使他们能够将泳虾重新解释为一种原始的头足类——但是只有2只触手而不是现代头足动物8的或10只。先前的研究人员描述的眼睛后面的椭圆形甲片结构被认为是一个类似于现代头足动物用于推进的软漏斗。这一解释使头足动物的起源提前了至少三千万年——更接近于寒武纪大爆发中，复杂动物的首次出现。这表明头足类动物是从无贝壳的祖先进化而来的。
后来的独立分析对头足类动物的解释提出了质疑，指出它与头足类动物进化的既定理论不符，于是，泳虾类被视为两侧对称动物中的未定群。

## 异名（争议）

### 上古蠕虫
扁平上古蠕虫Vetustovermis planus（来自拉丁语：“非常古老的蠕虫”） 是一种来自寒武纪中期的软躯体动物，仅仅保存有位于南澳大利亚鸸鹋湾页岩的单个化石标本。它可能是具翼泳虾Nectocaris pteryx的晚出异名。
上古蠕虫的原始描述在分类上模糊不清，但强调了与环节动物的一些相似之处。后来它被解释为是一种节肢动物  。不过，在2010年，Smith和Caron一致认为叶形虫和上古蠕虫很可能是近亲（但考虑到上古蠕虫类型的保存状况不佳，将其视为同义词还为时过早），并将其与泳虾一起归入泳虾科（Nectocarididae）这一演化支。
早期的新闻报道将该属名错误地拼写为Vetustodermis。

### 叶形虫
宽叶形虫Petalilium latus (有时拼写错误Petalium)是一种神秘的寒武纪生物，发现于澄江生物群 。它可能是具翼泳虾Nectocaris pteryx的晚出异名。
叶形虫化石的背腹为扁平，通常有5-6公分长。这些标本的最小长度为1.5cm，最长达到了10cm左右。它有一个卵形的躯干区域和一个肌肉发达的足，还有一个长着有柄眼睛和一对长触手的头部。躯干区域拥有约50个柔软、灵活、横向杆、功能未知的横向辐条结构。身体的上半部分被解释为外套膜，背面覆盖着随机排列的刺，而鳃则位于下方。身体被管状的肠道贯穿。
它最初被描述为叶虾亚纲，并且有人提出与栉水母亲缘关系较近 ，但是到现在两种解释都没有得到任何令人信服的证据支持。
2005年陈均远等人的研究中观察到的一些特征表明：叶形虫可能与泳虾关系接近 。

目前来看，这两个“属”是否看作泳虾的异名还有待商榷，不过可以肯定的是它们至少属于泳虾科，与泳虾关系很近。

## 更多
- 寒武纪大爆发
- 伯吉斯页岩的古生物群
- 澄江生物群
  - 澄江生物群物种列表（按门）